# Dead Internet Theory
Die Dead Internet Theory (englisch für „Theorie des toten Internets“) ist eine Verschwörungstheorie, die behauptet, dass die meisten Interaktionen im Internet, insbesondere in den sozialen Medien, von Bots statt von echten Menschen durchgeführt würden. Manchmal wird die Theorie auch ohne verschwörungstheoretischen Bezug benannt, um das zunehmende Aufkommen von qualitativ schlechten, KI-generierten Inhalten zu kritisieren.

## Aussage
Die Dead Internet Theory besteht aus zwei Behauptungen. Zum einen behauptet die Theorie, das Internet sei ab 2016 oder 2017 „tot“. Damit ist gemeint, dass hauptsächlich Bots interagieren würden und die menschliche Interaktion nur noch einen Bruchteil ausmache. Zum anderen geht damit meistens die Annahme einher, dass eine geheime Gruppe (oder eine künstliche Intelligenz selbst) das Internet nutze, um Einfluss auf die öffentliche Meinungsbildung via Desinformation und Fake News zu nehmen. Wo oder wann die Theorie aufkam oder wer sie verbreitete, ist unklar. Man geht davon aus, dass die Theorie spätestens 2021 in verschiedenen Internetforen infolge des Hypes um ChatGPT und anderen großen Sprachmodellen verbreitet wurde.

## Evidenz und Kritik

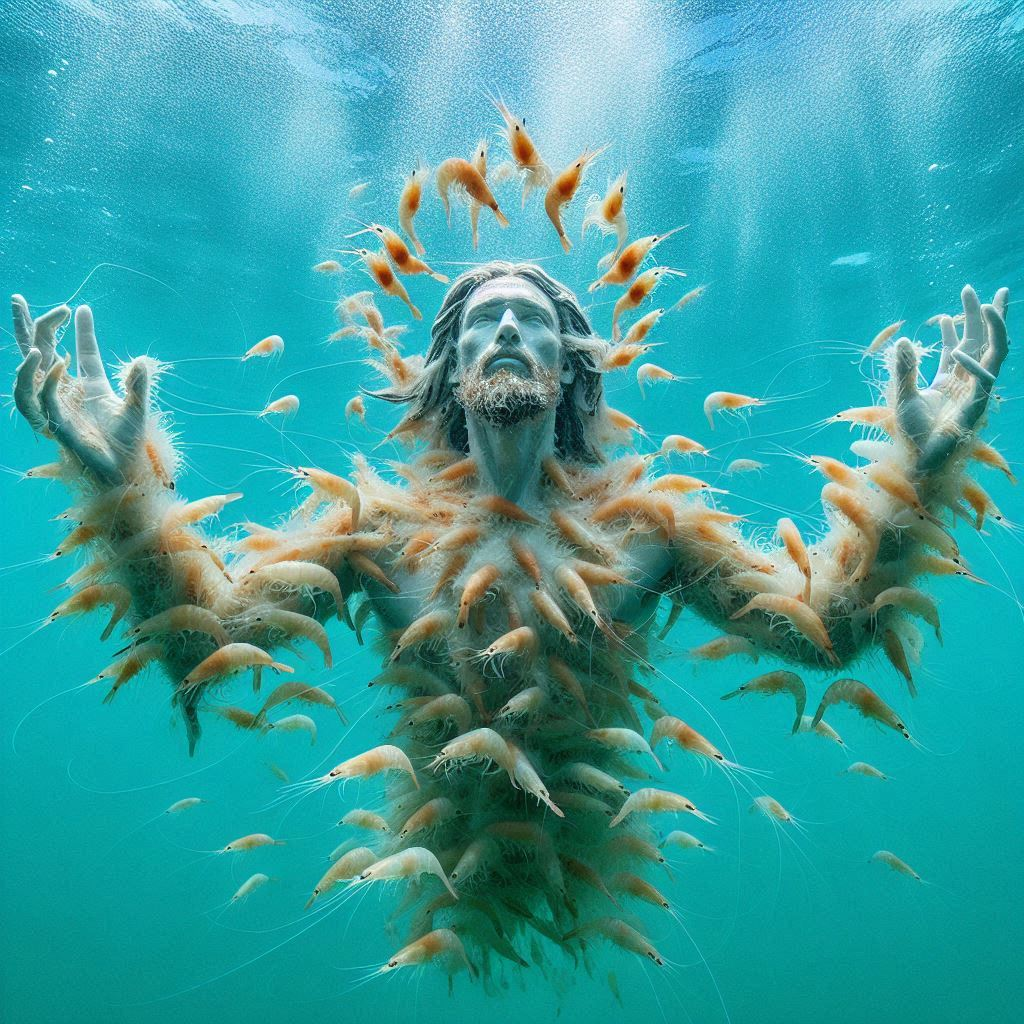
Seltsame KI-generierte Bilder werden häufig als Beleg für die Theorie aufgeführt

Als vermeintliche Belege werden die zunehmende Präsenz von Bots, KI-generierte Inhalte und scheinbar repetitive Online-Diskurse angeführt. Unter anderem das Aufkommen von „KI-Influencern“, die selbständig Inhalte generieren, sei dafür symptomatisch. Auf den sozialen Medien berichteten Nutzer immer wieder von dem Eindruck, dass immer mehr Bots aufkämen, die KI-generierte Inhalte spammen würden.
Dem gegenüber steht allerdings das Ergebnis des „Bad Bot Reports“ des privaten Unternehmens Imperva. Für das Jahr 2024 stellte der Bericht fest, dass „nur“ etwas weniger als die Hälfte aller Internetinteraktionen nicht-menschlichen Ursprunges war, wobei einige gerade dieses Ergebnis als Beleg für die Theorie sehen. Manche Kritiker bezeichneten diese Theorie als „paranoide Fantasie“ oder Creepypasta. Die komplexe Realität des Internets werde zu sehr vereinfacht und es würden übertriebene Schlussfolgerungen gezogen.
Obwohl die Theorie weitgehend als unbegründet gilt, hat sie Diskussionen über den wachsenden Einfluss von KI im Internet angeregt. Sie wird auch durchaus als ein mögliches dystopisches Zukunftsszenario ernst genommen.